# Montalto (Aspromonte)
Il Montalto è la cima più alta dell'Aspromonte. Sorge nei pressi di Gambarie, vicino a Reggio Calabria, e raggiunge i 1955 m di altitudine s.l.m. La cima è posta nel territorio comunale di San Luca.

## Descrizione
Posto quasi al centro della parte meridionale della provincia di Reggio Calabria, offre un panorama che abbraccia sia la Sicilia orientale sia la Calabria stessa fino alla Sila ed è tra le vette più elevate della Calabria dopo alcune cime del massiccio del Pollino e i monti di Orsomarso.
Sulla cima è stato posto un punto trigonometrico della rete geodetica nazionale istituito sin dal 1869, appartenente alla rete fondamentale nazionale. Per festeggiare il Giubileo del 1901 sulla cima è stata posta una statua del Redentore in bronzo (si veda Statue del Redentore per il Giubileo del 1900) posizionata su un terreno donato dal barone Stranges di San Luca. Fu inaugurata il 23 settembre del 1901 dal cardinale Portanova, distrutta due volte dai fulmini e sempre ricostruita. Plasmata dal grande scultore nativo di Polistena Francesco Jerace fu trasferita sulla cima per mezzo di un mulo. Quella attuale, invece è stata creata dallo scultore reggino Michele di Raco. Sempre in vetta è posta anche una rosa dei venti in bronzo su base di granito posta dal GEA (Gruppo Escursionisti d'Aspromonte) nel 1994.
Il clima sulla vetta in estate, data la sua vicinanza al mar Ionio e Tirreno è mite e può arrivare a temperature di 30 °C. In inverno rimane stabile sui 2-4 °C ma può scendere sotto lo 0 fino ai -9 °C. Montalto rientra nei territori del Parco nazionale dell'Aspromonte, di cui costituisce una delle principali attrattive.